# 20059 Debswoboda
A 20059 Debswoboda (ideiglenes jelöléssel (20059) 1993 OY9) a Naprendszer kisbolygóövében található aszteroida. Eric Walter Elst fedezte fel 1993. július 20-án.